# Ellenrieder-Gymnasium Konstanz
Das Ellenrieder-Gymnasium ist ein Gymnasium in Konstanz. Das Gymnasium ging aus der ab 1869 existierenden höheren Mädchenschule hervor, die sich bis 1877 zur selbständigen Höheren Töchterschule entwickelte. Das Gründungsdatum wurde 1927 im Nachhinein auf den 4. Mai 1877 festgelegt. Zuerst als Mädchenschule in der Innenstadt von Konstanz gelegen bezog man 1911 den als Schulhaus geplanten und errichteten Jugendstilbau im Paradies.

## Schulgebäude im Paradies
Der Bau im Paradies wurde vom Konstanzer Stadtbaumeister Paul Jordan (1876–1966) projektiert und im Jahr 1911 im Heimat- und Jugendstil fertiggestellt. Es ist ein dreigeschossiger Bau mit geschweiftem Giebel und Zugang über eine zweiläufige Freitreppe in einem Erkervorbau.

## Namen der Schule
Den heutigen Namen, den die Schule seit der Umbenennung im Jahr 1961 trägt, verdankt das Gymnasium auf Anregung von Hermann Venedey der Konstanzer Malerin Marie Ellenrieder. Als Namenspatin stand auch die Konstanzer Diakonisse Margarete Blarer zur Debatte. Davor trug die Schule den Namen Friedrich-Luisen-Schule.

## Schüler
Von Anfang der 1980er Jahre ging bis zur Mitte der 1990er Jahre die Zahl der Schüler kontinuierlich von ursprünglich rund 700 Schülern auf 361 Schüler zurück. Seit Mitte der 1990er Jahre kehrte sich diese Entwicklung, auch aufgrund des geänderten Profils, um. Seit den 2010er Jahren sind zwischen 900 und 1000 Schüler an dem Gymnasium.
Vor diesem Hintergrund wurden in den Jahren 2008 und 2012 zwei Erweiterungsbauten sowie 2011 eine weitere Sporthalle errichtet.
Mit der benachbarten Grundschule im Wallgut teilt sich die Schule eine im Jahr 2011 eröffnete Sporthalle.

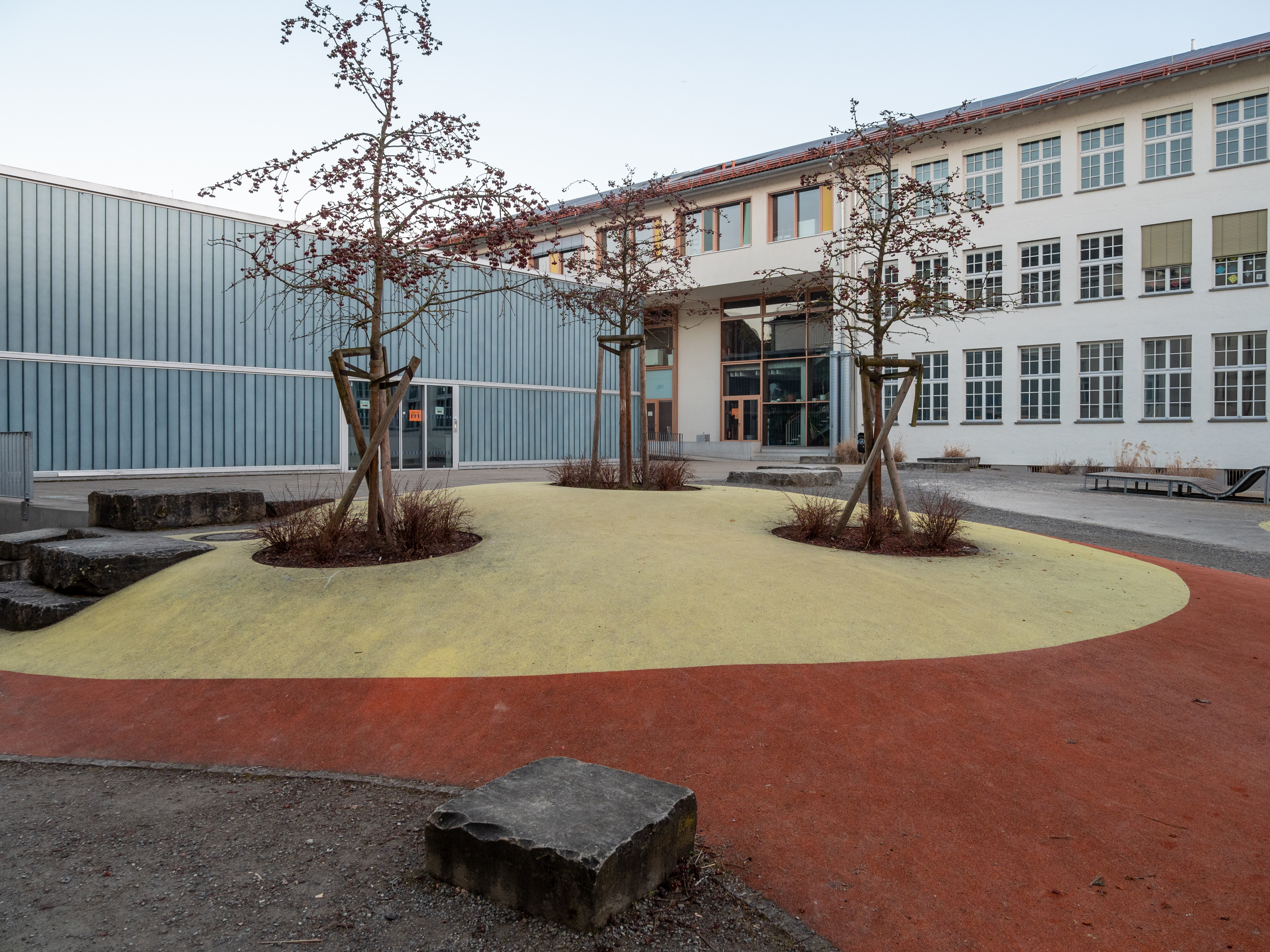
Hof, Sporthalle und Seitenflügel

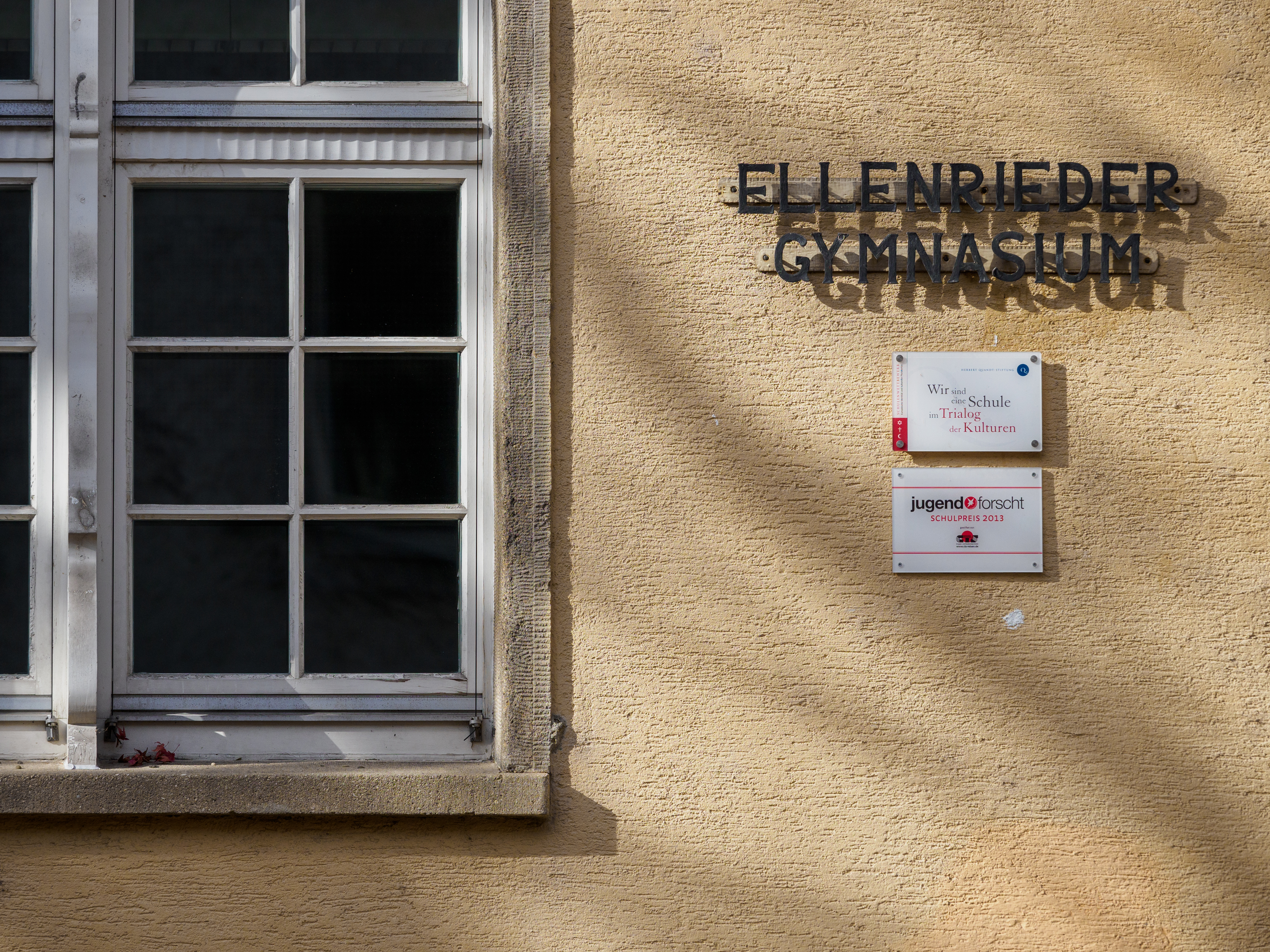
Ellenrieder-Gymnasium in Konstanz

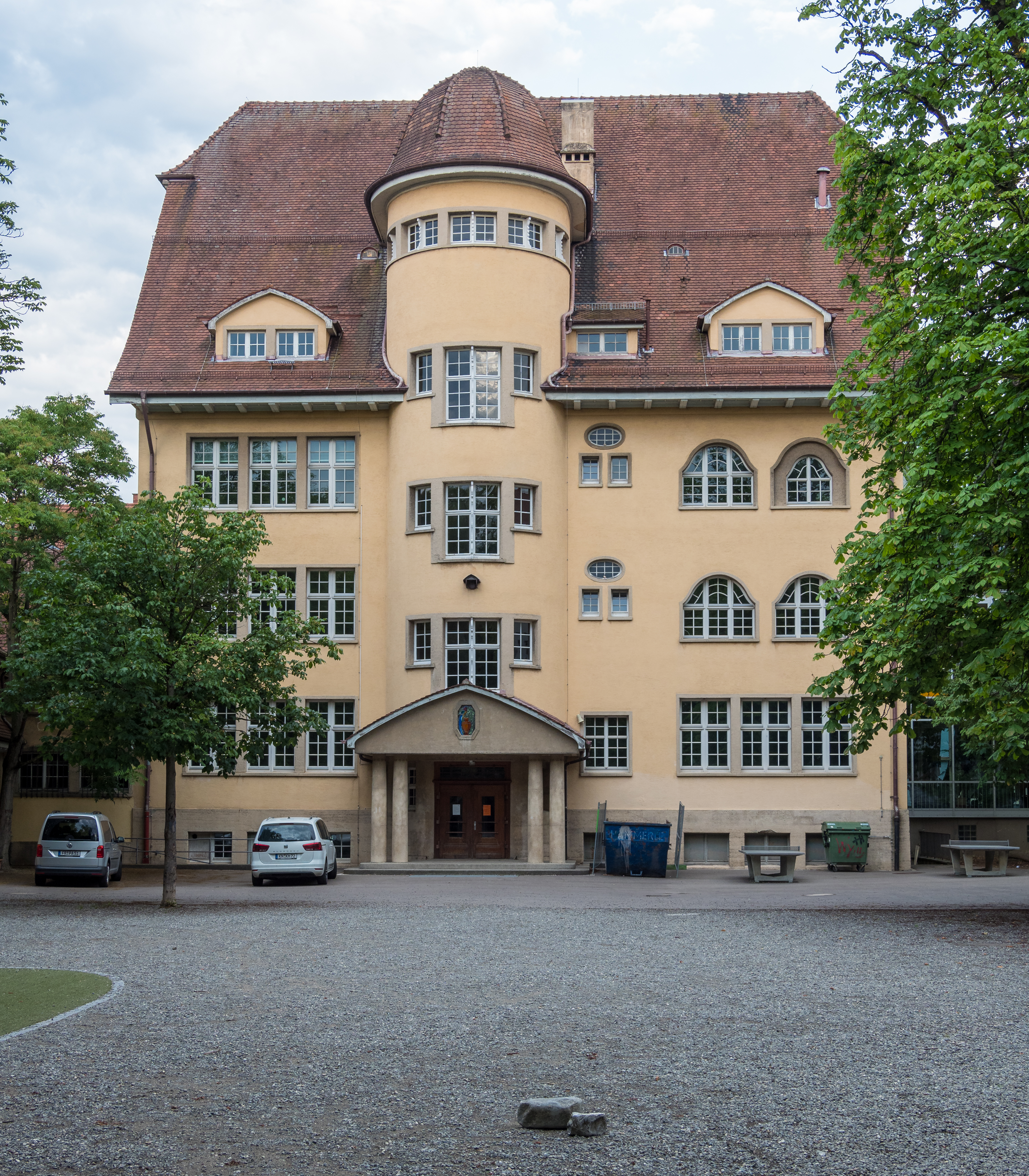
Westansicht/Schulhofseite

## Profil
Im Jahre 1961 erhielt die Schule einen neusprachlichen Zug. Dieser war u. a. Grund dafür, dass die Schule – lange Zeit nach Abschaffung der reinen Mädchenschule – einen überdurchschnittlichen hohen Anteil von Schülerinnen hatte. Hinzu kam – nach dem Ausbau geeigneter Räume – ein naturwissenschaftlicher Zweig gegen Ende der 1990er dazu. Seit Mitte der 2000er Jahre gibt es einen englisch-bilingualen Zweig.

## Mit der Schule verbundene Personen
- Marie Ellenrieder, Malerin, Namensgeberin
- Hildegard Hamm-Brücher, ehemalige Schülerin, Politikerin
- Bettina Bernadotte, ehemalige Schülerin, Unternehmerin der Blumeninsel Mainau, Mitglied der schwedischen Adelsfamilie Bernadotte
- Hermann Venedey, ehemaliger Schulleiter
- Till Seiler, ehemaliger Lehrer, Politiker
- Betina Rieker, ehemalige Schülerin, Juristin und Präsidentin des Landesarbeitsgerichts Baden-Württemberg
- Tim Lienhard, ehemaliger Schüler, Fernseh-Journalist, Reporter und Autor
- Beate Honsell-Weiss, ehemalige Schülerin, bildende Künstlerin
- Chris Boos, ehemaliger Schüler, IT-Unternehmer, ehemaliges Mitglied im Digitalrat der Bundesregierung

## Weblinks

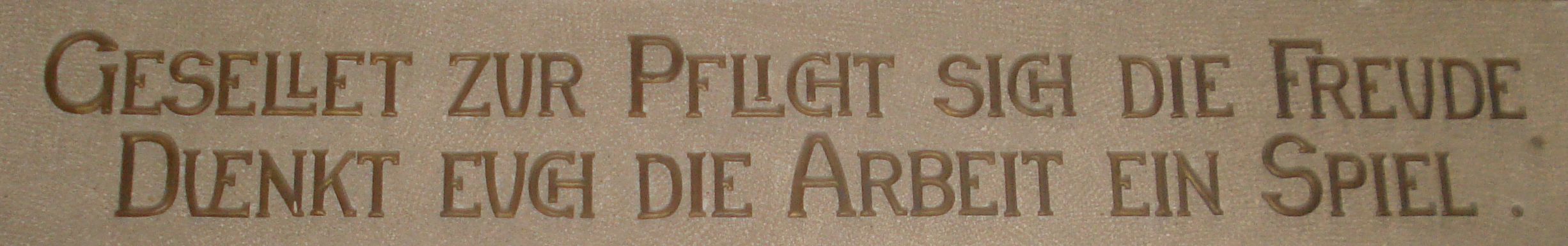
Jugendstil-Inschrift im Innern des Gebäudes